# ساسو سالين
ساسو سالين (بالفنلندية: Sasu Salin) مواليد 11 يونيو 1991 في هلسنكي، هو لاعب كرة سلة فنلندي. بدأ مسيرته الاحترافية في سنة 2007. يلعب مع سي بي غران كناريا في الدوري الإسباني لكرة السلة كلاعب هجوم خلفي. يحمل الرقم 9. يبلغ طوله 6 قدم 2.8 بوصة (1.9 م).

## المسيرة الاحترافية
لعب مع إسبون هونكا من سنة 2007 إلى 2010، ثم لعب مع نادي أوليمبيا لكرة السلة من سنة 2010 إلى 2015، ثم لعب مع سي بي غران كناريا في الدوري الإسباني في سنة 2015.

## روابط خارجية
- ساسو سالين على موقع الاتحاد الدولي لكرة السلة (الإنجليزية)
- ساسو سالين على موقع الدوري الأوروبي لكرة السلة (الإنجليزية)
- ساسو سالين على موقع الدوري الإسباني لكرة السلة (الإسبانية)
- ساسو سالين على موقع كرة السلة الأوروبية.كوم (الإنجليزية)
- ساسو سالين على موقع ريلجم (الإنجليزية)
- ساسو سالين على موقع بروبوليرز (الإنجليزية)
- ساسو سالين على موقع سبورتس رفرنس (الإنجليزية)